# Bill Pronzini
Bill Pronzini (Petaluma, 13 aprile 1943) è uno scrittore statunitense.

## Biografia
Di origini italiane, è sposato con Marcia Muller, nota scrittrice di romanzi gialli. Ha firmato con parecchi pseudonimi, tra cui Jack Foxx, Alex Saxon, William Jeffrey, Rick Renault, John Barry Williams, Russell Dancer, Robert Hart Davis. Pronzini è uno dei più grandi collezionisti mondiali di pulp magazine ed è attivissimo compilatore di antologie di racconti gialli.
Ha vinto tre volte il premio Shamus, nel 1982, 1987 (alla carriera) e 1999.

## Premi letterari
- Nel 1982 ha vinto il Premio Shamus con Hoodwink.
- Nel 1987 ha vinto il Premio Shamus alla carriera.
- Nel 1987 ha vinto il Premio Macavity per il miglior saggio con 1001 Midnights scritto con Marcia Muller.
- Nel 1988 ha vinto il Premio Macavity per il miglior saggio con Son of Gun in Cheek.
- Nel 1989 ha vinto il Gran premio della letteratura poliziesca per il miglior romanzo straniero con Snowbound.
- Nel 1999 ha vinto il Premio Shamus con Boobytrap.
- Nel 2005 ha vinto l'Anthony Award.
- Nel 2008 ha vinto il Grand Master Award.

## Opere

### Romanzi e racconti con il detective Senzanome

#### Romanzi
- Pietà per gli ingiusti (The Snatch), 1971
  - Il Giallo Mondadori n. 1242, 1972
- Preferisco la morte (The Vanished), 1973
  - Il Giallo Mondadori n. 1302, 1974
- I morti e i morituri (Undercurrent), 1973
  - Il Giallo Mondadori n. 1340, 1974
- La vita in bilico (Blowback), 1977
  - Il Giallo Mondadori n. 1529, 1978
- Punto due (Twospot), 1978
  - Il Giallo Mondadori n. 1695, 1981
- Senza nome nel labirinto (Labyrinth), 1980
  - Il Giallo Mondadori n. 1706, 1981
- Hoodwink, 1981
- Triplo bersaglio per senza nome (Scattershot), 1982
  - Il Giallo Mondadori n. 1793, 1983
- Ombre cinesi (Dragonfire), 1982
  - Il Giallo Mondadori n. 1845, 1984
- Bindlestiff, 1982
- Quicksilver, 1984
- Ombre nella notte (Night Shades), 1984
  - Il Giallo Mondadori n. 1916, 1985
- Double, con Marcia Muller, 1984
- Ombre sul passato (Bones), 1985
  - Il Giallo Mondadori n. 1966, 1986
- Caduta mortale (Deadfall), 1986
  - Il Giallo Mondadori n. 2016, 1987
- Il nemico sconosciuto (Shackles), 1988
  - Il Giallo Mondadori n. 2193, 1991
- Una maledetta fortuna (Jackpot), 1990
  - Il Giallo Mondadori n. 2213, 1991
- Testimone a rischio (Breakdown), 1991
  - Il Giallo Mondadori n. 2244, 1992
- Senzanome tra le fiamme (Quarry), 1992
  - Il Giallo Mondadori n. 2304, 1993
- Facciamola finita (Epitaphs), 1992
  - Il Giallo Mondadori n. 2348, 1994
- Demons, 1993
- Hardcase, 1995
- Sentinels, 1996
- Illusions, 1997
- Boobytrap, 1998
- Crazybone, 2000
- Bleeders , 2002
- Spook, 2003
- Nightcrawlers, 2005
- Mourners, 2006
- Savages, 2007
- Febbre (Fever), 2008
  - Il Giallo Mondadori n. 3031, 2011
- I cospiratori (Schemers), 2009
  - Il Giallo Mondadori n. 3069, 2012
- Traditori (Betrayers), 2010
  - Il Giallo Mondadori n. 3103, 2014
- I dissimulatori (Camouflage), 2011
  - Il Giallo Mondadori n. 3123, 2015
- L'inferno alle porte (Hellbox), 2012
  - Il Giallo Mondadori n. 3140, 2016
- Nemesis, 2013
- Strangers, 2014
- Vixen, 2015

#### Romanzi brevi
- Kinsmen, 2012
- Femme, 2012

#### Antologie di racconti
- Casefile, 1983
- Spadework, 1996
- Scenarios, 2005

### Altre opere
- 1971 Undici anni di grazia (The Stalker)
  - Il Giallo Mondadori n. 1207, 1972
- 1973 Panico (Panic!)
  - Il Giallo Mondadori n. 1313, 1974
- 1974 La valle della paura (Snowbound)
  - Il Giallo Mondadori n. 1402, 1975
- 1976 Quell'orrendo week-end di terrore (Games)
  - Il Giallo Mondadori n. 1506, 1977
- 1976 Caccia al mostro (The Running of Beasts), scritto con Barry N. Malzberg
  - Il Giallo Mondadori n. 1648, 1980
  - I Classici del Giallo Mondadori n. 1291, 2012
- 1977 Il presidente (Acts of Mercy)
  - Segretissimo Mondadori n. 872, 1977
- 1979 Nightscreams, scritto con Barry N. Malzberg
- 1980 Prose Bowl
- 1981 The Cambodia File, scritto con Jack Anderson
- 1983 The Gallows Land
- 1984 Starvation Camp
- 1984 The Eye, scritto con John Lutz
- 1984 Ombre nella notte (Night Shades)
  - Il Giallo Mondadori n. 1916, 1985
- 1992 Carmody's Run
- 1994 With An Extreme Burning
- 1996 L'anima gemella (Blue Lonesome)
  - Il Giallo Mondadori n. 2535, 1997
- 1997 In una terra straniera (A Wasteland of Strangers)
  - Il Giallo Mondadori n. 2735, 2001
- 1999 La notte e niente altro (Nothing but the Night)
  - Il Giallo Mondadori n. 2676, 2000
- 2001 Quando un uomo uccide (In an Evil Time)
  - Il Giallo Mondadori n. 2839, 2004
- 2001 All the Long Years
- 2002 Step to the Graveyard Easy
- 2004 L'uomo dalle troppe vite (The Alias Man)
  - Il Giallo Mondadori n. 2901, 2006
- 2006 The Crimes of Jordan Wise
- 2008 The Other Side of Silence
- 2010 The Hidden

### Opere a firma Robert Hart Davis
- 2002 Charlie Chan in the Pawns of Death, con Jeffrey Wallman
- 2002 Charlie Chan in The Temple of the Golden Horde

### Opere a firma Jack Foxx
- 1972 L'uomo che non era in vendita (The Jade Figurine), stampato nel 1973, nella collana Il Giallo Mondadori con il numero 1298.
- 1975 Fuoco rosso (Dead Run), stampato nel 1976, nella collana Il Giallo Mondadori con il numero 1443.
- 1975 Freebooty
- 1978 Wildfire

### Opere a firma Alex Saxon
- 1973 Prendi i diamanti e corri (A Run in Diamonds), stampato nel 1976, nella collana Il Giallo Mondadori con il numero 1410.
- 1999 The Dying Time

### Opere a firma William Jeffrey
- 1981 Duel at Gold Buttes, con Jeffrey Wallmann
- 1983 Border Fever, con Jeffrey Wallmann
- 1983 Day of the Moon[1]